# Courtney Okolo
Courtney Okolo (Dallas, 15 marzo 1994) è una velocista statunitense, specializzata nei 400 metri piani.

## Palmarès
| Anno | Manifestazione      | Sede           | Evento        | Risultato | Prestazione | Note                                                |
| ---- | ------------------- | -------------- | ------------- | --------- | ----------- | --------------------------------------------------- |
| 2015 | Campionati NACAC    | San José       | 400 m piani   | Oro       | 51"57       |                                                     |
| 2015 | Campionati NACAC    | San José       | 4×400 m       | Oro       | 3'25"39     | Record dei campionati                               |
| 2016 | Mondiali indoor     | Portland       | 4×400 m       | Oro       | 3'26"38     | Miglior prestazione mondiale stagionale             |
| 2016 | Giochi olimpici     | Rio de Janeiro | 4×400 m       | Oro       | 3'19"06     | Miglior prestazione personale stagionale            |
| 2018 | Mondiali indoor     | Birmingham     | 400 m piani   | Oro       | 50"55       | Miglior prestazione personale                       |
| 2018 | Mondiali indoor     | Birmingham     | 4×400 m       | Oro       | 3'23"85     | Record dei campionati · Record nord-centroamericano |
| 2018 | Campionati NACAC    | Toronto        | 400 m piani   | 4ª        | 52"21       |                                                     |
| 2018 | Campionati NACAC    | Toronto        | 4×400 m       | Oro       | 3'26"08     |                                                     |
| 2019 | World Relays        | Yokohama       | 4×400 m       | Argento   | 3'27"65     |                                                     |
| 2019 | Giochi panamericani | Lima           | 400 m piani   | Bronzo    | 51"22       |                                                     |
| 2019 | Giochi panamericani | Lima           | 4×400 m       | Oro       | 3'26"46     |                                                     |
| 2019 | Mondiali            | Doha           | 4×400 m       | Oro       | 3'18"92     | [ 1 ]                                               |
| 2019 | Mondiali            | Doha           | 4×400 m mista | Oro       | 3'09"34     | Record mondiale                                     |
| 2025 | World Relays        | Guangzhou      | 4x400 m mista | Oro       | 3'09"54     | Record dei campionati                               |

## Campionati nazionali
- 1 volta campionessa nazionale indoor dei 400 m piani (2018)

## Altre competizioni internazionali
2017
- Oro al DécaNation ( Angers), 200 m piani - 23"41
- Oro al DécaNation ( Angers), 400 m piani - 51"96